# فورد ماستنگ اس‌وی‌تی کبری

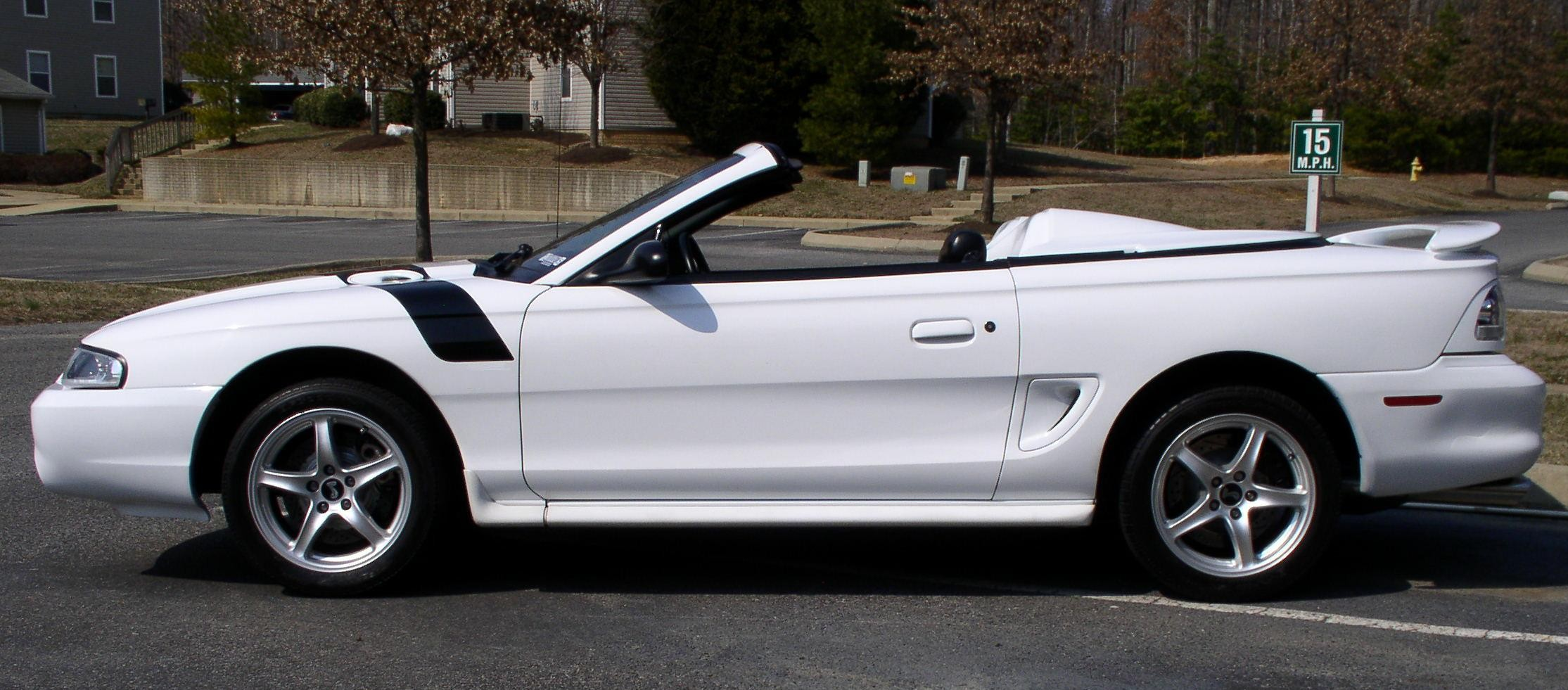

فورد موستانگ اس‌وی‌تی کبری (Ford Mustang SVT Cobra) خودرویی است که در سال‌های ۱۹۹۳ تا ۲۰۰۴تولید شده‌است.
این خودرو در کلاس خودرو GT قرار گرفته، طراحی آن خودروهای موتور جلو-محور عقب بوده است. 

## نگارخانه

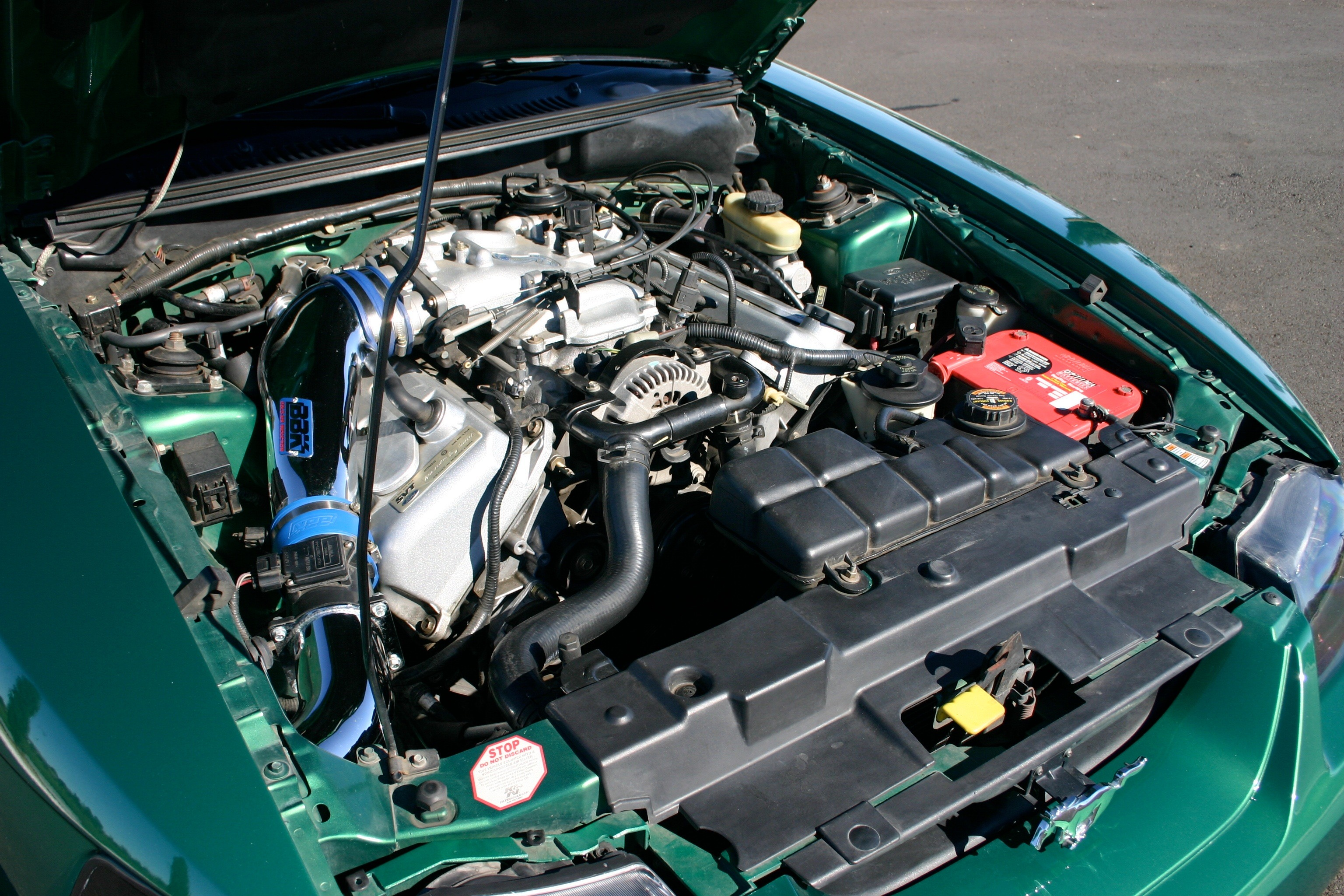
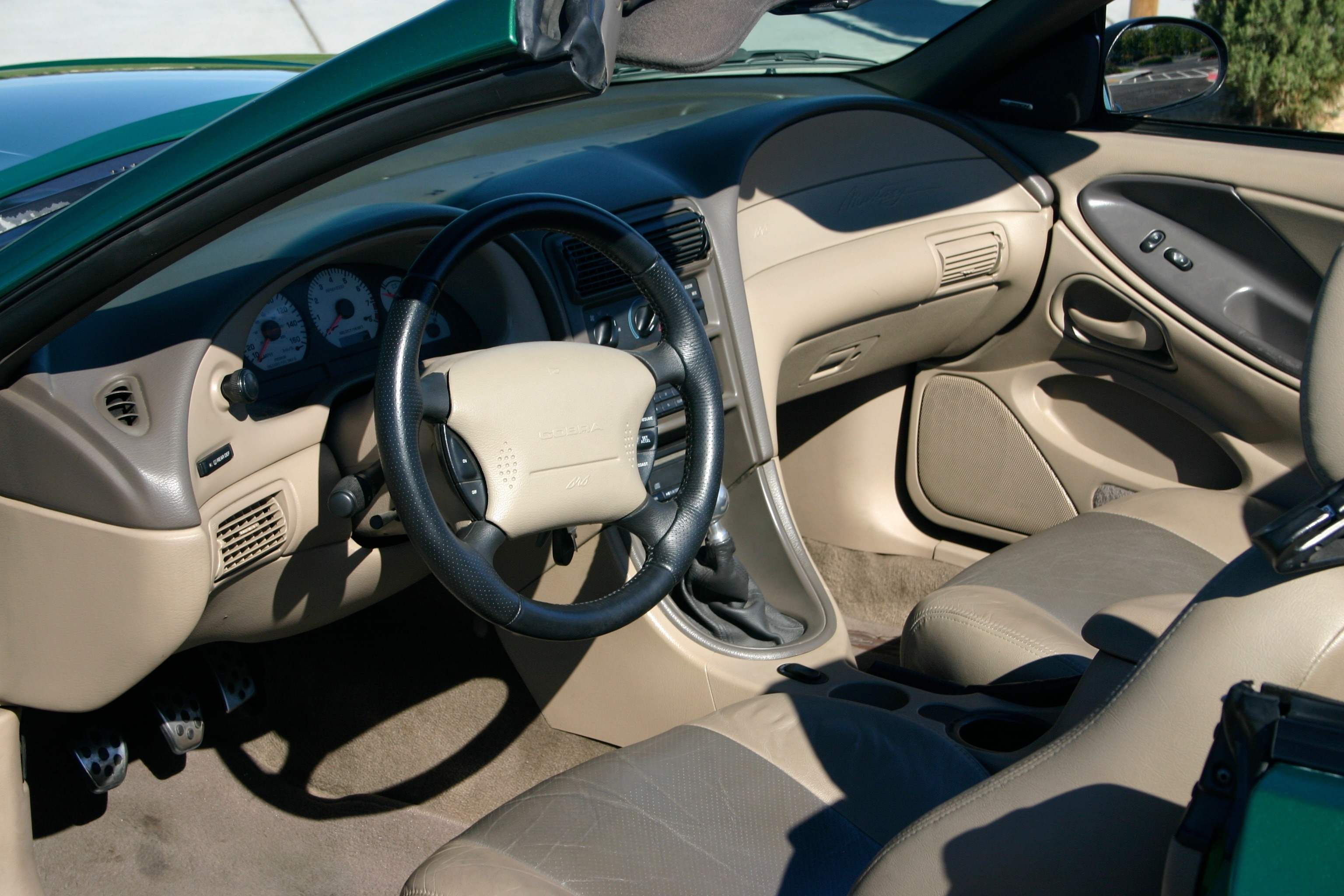
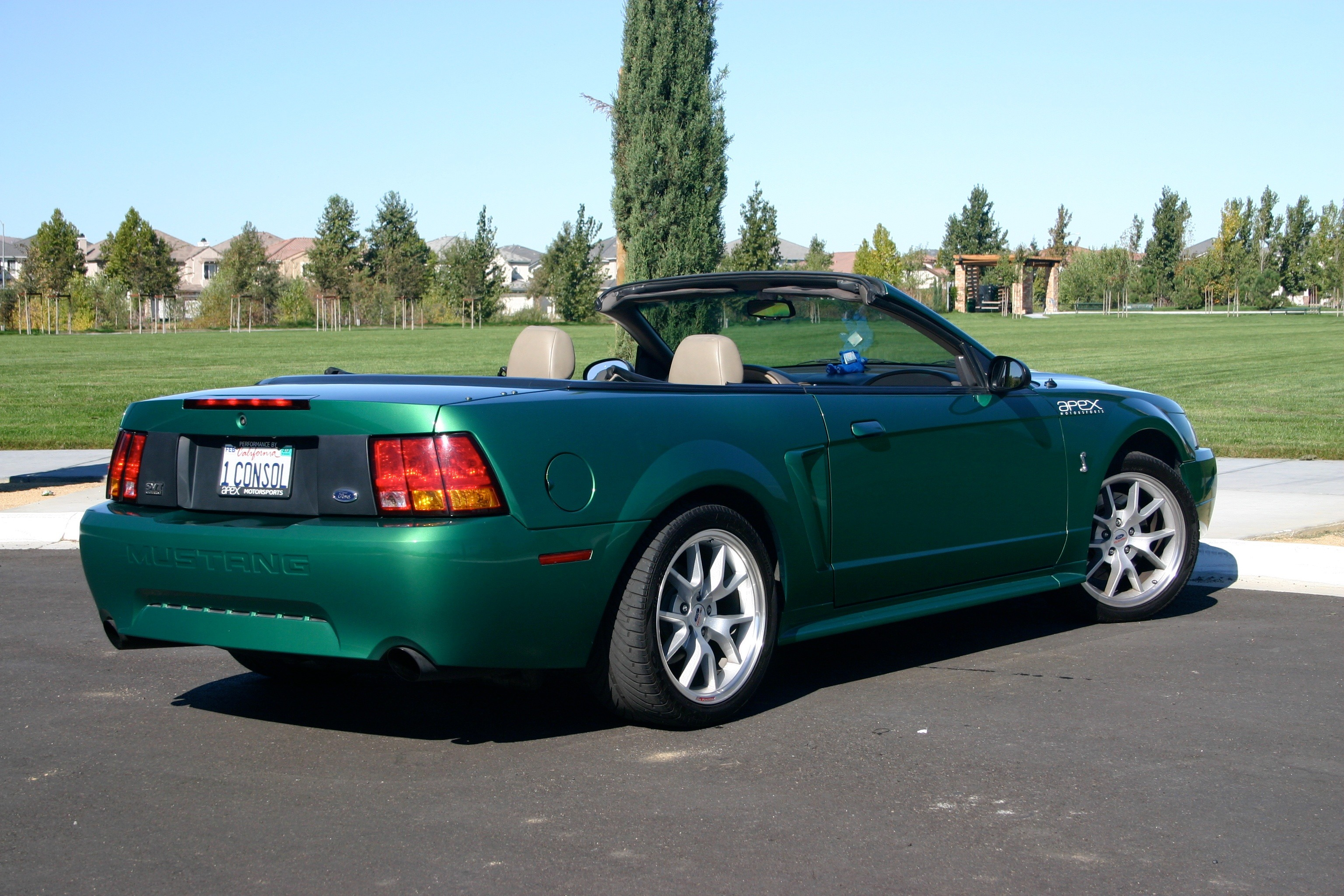